# Совокупность преступлений
Совокупность преступлений имеет место, когда лицо последовательно совершает несколько преступлений, однако не является осуждённым, либо освобождённым от уголовной ответственности ни за одно из них.

## Реальная совокупность преступлений
Реальная совокупность преступлений — это совершение двух или более самостоятельных преступных деяний, при условии, что ни за одно из них лицо не было осуждено. Число деяний при реальной совокупности соответствует числу преступлений: два деяния — два преступления, три деяния — три преступления и так далее. Как правило, деяния совершаются в разные моменты времени, но если одно из преступлений является длящимся, они могут и совпасть во времени. Вообще разрыв между преступлениями в реальной совокупности может быть сколь угодно небольшим. Эта форма множественности наиболее часто встречается в практической деятельности.
Реальную совокупность могут составлять разнородные (посягающие на различные объекты), однородные (посягающие на один родственный объект) и тождественные преступления.
При этом может предусматриваться норма, согласно которой тождественные преступления образуют реальную совокупность только в случае, если совершение двух и более таких преступлений не является квалифицирующим признаком соответствующего состава преступления. Такая норма присутствует в УК РФ
Реальная совокупность известна уголовному законодательству многих стран мира, хотя соответствующие нормы содержатся в основном в разделах о наказании (например, гл. IX «Совокупность преступлений, а также сложение наказания и уголовно-правовых мер» УК Польши, ст. 73 УК Испании, § 53 «Совокупность деяний» УК Германии, ст. 132-2 УК Франции и др.).

## Идеальная совокупность
Идеальной совокупностью преступлений признается одно действие (бездействие), содержащее признаки двух и более составов преступлений. Идеальная совокупность может образоваться, например, если с целью убить определённого человека преступник использовал гранату в людном месте и ранил при этом, помимо намеченной жертвы, ещё и других людей: данное деяние может быть квалифицировано одновременно как убийство и причинение разной степени тяжести вреда здоровью.
Идеальная совокупность может состоять как из двух, так и трёх и более преступных деяний. Например, по приговору Московского городского суда К. был осуждён за то, что, злоупотребляя доверием граждан, обратившихся к нему как к адвокату, под угрозой разглашения компрометирующих сведений он вымогал у них деньги якобы для передачи должностным лицам. Эти действия образуют идеальную совокупность трёх преступлений: мошенничества, вымогательства и подстрекательства к даче взятки.
Указывается, что идеальную совокупность могут образовывать лишь разнородные деяния.
Идеальная совокупность отсутствует в следующих случаях:
- Если одно из деяний выступает в качестве этапа реализации или составной части другого, более опасного деяния: например, причинение лёгкого вреда здоровью при разбое поглощается составом разбоя, поскольку выступает одним из звеньев процесса насильственного хищения имущества[2].
- Если в деянии присутствуют признаки разных квалифицированных составов одного и того же преступления[8].
- Если в деянии присутствуют признаки квалифицированного и особо квалифицированного состава одного и того же преступления. В этом случае деяние квалифицируется по наиболее строгой уголовно-правовой норме, но в итоговом процессуальном документе указываются и другие квалифицирующие признаки. Необходимо учитывать, что в отдельных случаях деяние может квалифицироваться по нескольким частям одной и той же статьи уголовного закона — если каждая из частей предусматривает отдельный состав преступления, а не квалифицирующий признак основного состава.

Идеальная совокупность реже встречается в уголовном законодательстве стран мира, чем реальная. Она либо вообще не получает законодательной регламентации, либо может рассматриваться как единое преступление, квалифицируемое по одной, наиболее строгой норме. Так, в ст. 11 § 2 УК Польши говорится: «Если деяние содержит признаки, предусмотренные в двух и более нормах уголовного закона, суд осуждает за одно преступление на основе всей совокупности этих норм».

## Значение совокупности преступлений
Совокупность преступлений является отягчающим ответственность обстоятельством. При этом реальная совокупность, как правило, более общественно опасна, чем идеальная. Квалификация при совокупности осуществляется по всем составам преступлений, которые имеются в деяниях лица, а наказание назначается по правилам частичного или полного сложения наказаний.